# Ploegbreker
De ploegbreker (Erythrina zeyheri, vernoemd naar Karl Zeyher) is een bladverliezende dwergstruik van Zuid-Afrika en Lesotho, die niet hoger wordt dan 60 cm. De plant hoort tot het geslacht van de koraalbomen. De naam ploegbreker heeft een eenvoudige verklaring. De plant bezit een enorme ondergrondse wortelstok, bijna zoals een ondergrondse boom, die er bij het bewerken van het land berucht voor is schade te kunnen berokkenen aan een ploeg.
De peulplant is inheems op de centrale hoogvlakte en komt daar in grasveld wijdverspreid voor. De planten groeien op klei- en soms op zandgronden, vaak in de nabijheid van bronnen en beekjes, waar ze in kolonies kunnen voorkomen.
De haarloze, drieledige bladeren hebben scherpe gekromde stekels langs de hoofdas en de grotere zijaderen. De loten en bladeren worden jaarlijks afgestoten, en sterven af tijdens strenge winters op Hoogveld. De plant overleeft dan in de vorm van een aanzienlijke knolachtige wortelstok met korte bovengrondse stengels. Bloeiwijzes worden in de zomer gevormd van oktober tot januari. De hangende scharlakenkleurige, of bij uitzondering ook witte, bloemen hebben rode bloemkelken.
De vruchten vormen gladde zwarte peulen, die ieder een paar harde, oranjerode zaden bevatten.
De ploegbreker is een waardplant voor de mot Terastia margaritis.